# Ostfriesland zur Zeit des Siebenjährigen Krieges

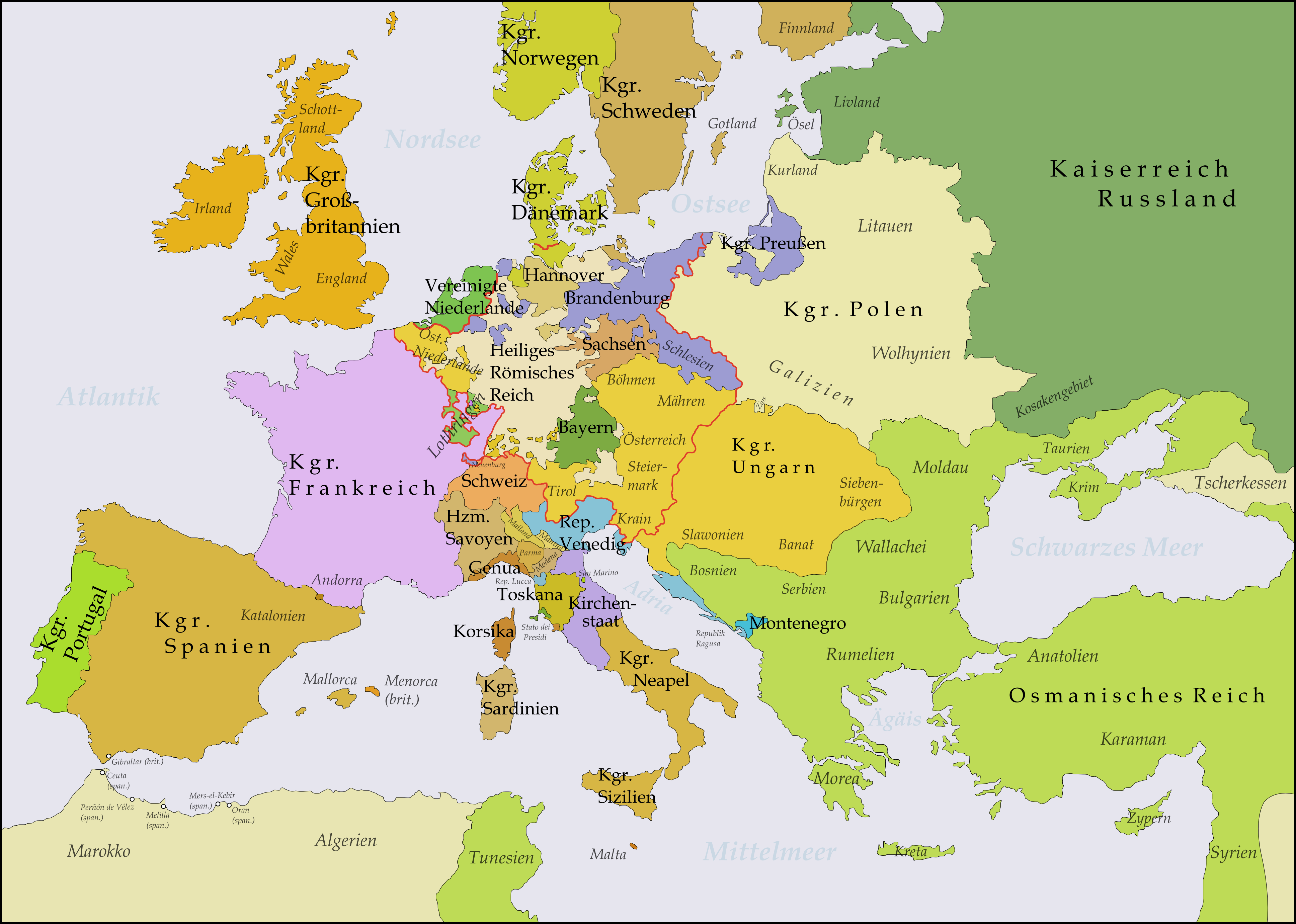
Staaten Europas 1748–1766

Nach dem Tod von Carl Edzard, dem letzten ostfriesische Fürsten, fiel Ostfriesland 1744 an Preußen. Das von inneren Machtkämpfen zerrissene Land bekam eine preußische Verwaltung. Zur Förderung des Handels wurde Emden zum Freihafen erklärt sowie 1751 die Emder Ostasiatische Handelskompanie gegründet, um nach dem Vorbild der Holländer Tee und Gewürze aus Ostasien in das Reich zu bringen.
Da Ostfriesland zu Preußen gehörte, zogen im Siebenjährigen Krieg in der Zeit von 1757 bis 1761 verschiedene Kriegsmächte durch Ostfriesland. 1761 wurde das Land insbesondere von französischen Truppen geplündert, dabei kam es zu mehreren Scharmützeln. Insbesondere die Erpressung von Kontributionen war eine schwere Last.

## Ostfriesland und Preußen zu Beginn des 18. Jahrhunderts

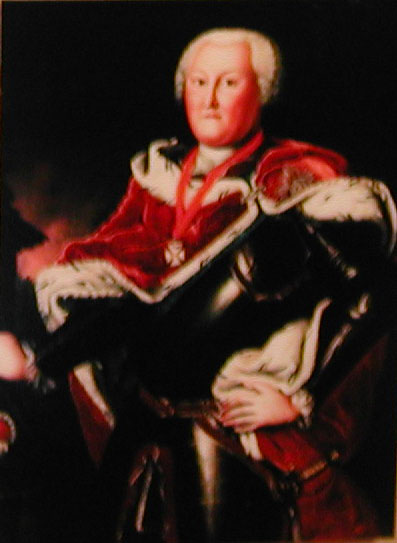
Carl Edzard (1716–1744), letzter Fürst von Ostfriesland

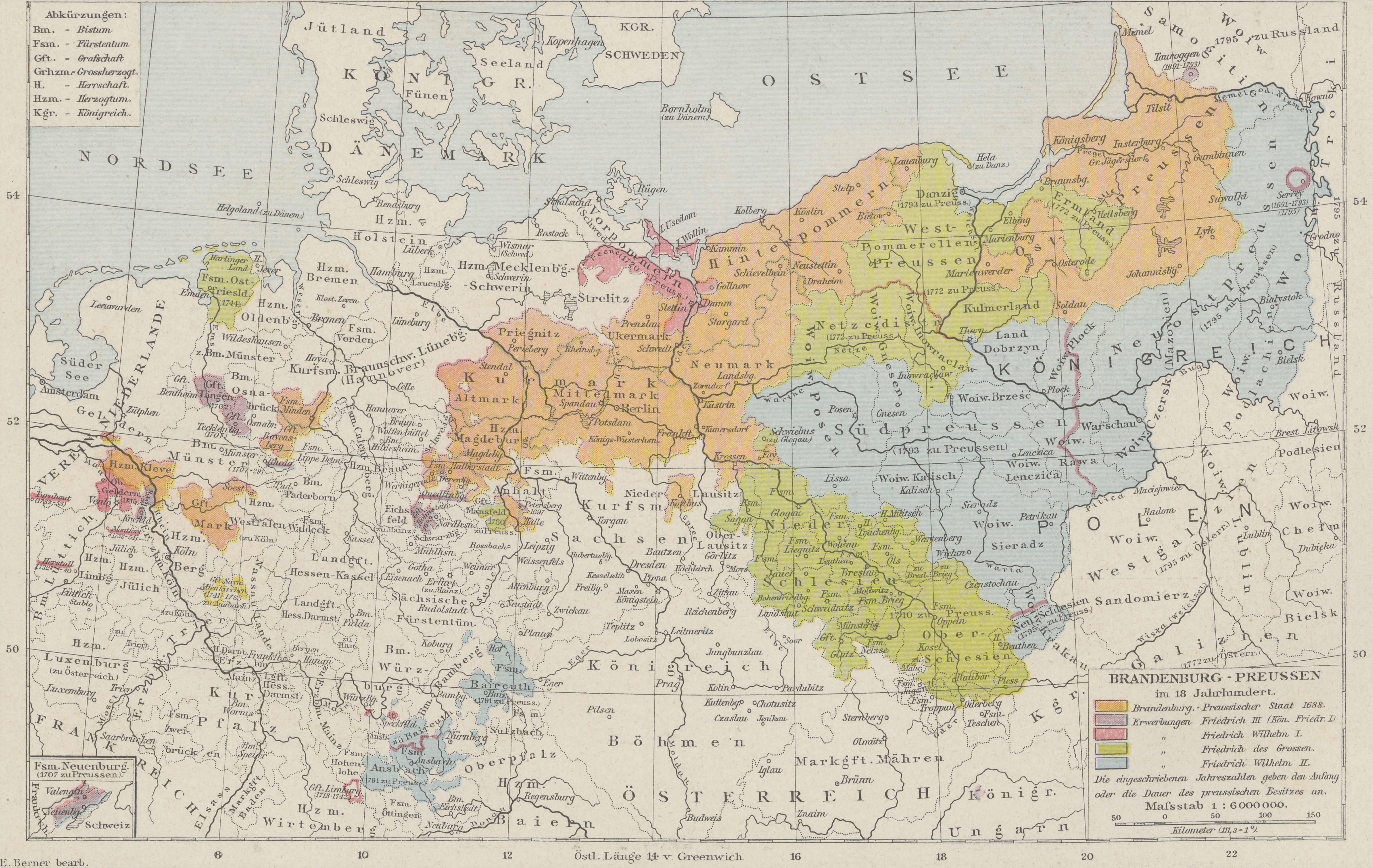
Preußen im 18. Jahrhundert

Am Vorabend des Siebenjährigen Krieges war Ostfriesland erst seit wenigen Jahren preußisch. Der letzte einheimische Fürst, Carl Edzard, war am 25. Mai 1744 gestorben. König Friedrich II. von Preußen machte anschließend umgehend sein Nachfolgerecht geltend, das in der Emder Konvention geregelt war. Er ließ Ostfriesland, von Emden ausgehend, ohne Widerstand besetzen, worauf am 23. Juni das Land der Krone huldigte. Die Landeshauptstadt Aurich blieb Sitz der Landesbehörden, erhielt eine Kriegs- und Domänenkammer und wurde Regierungshauptstadt der preußischen Provinz Ostfriesland.
Preußen erkannte die selbstständige Stellung Ostfrieslands innerhalb des Staates an und setzte einen weitgehend autonom regierenden Kanzler ein. Der erste Kanzler war der oben genannte, äußerst einflussreiche Sebastian Anton Homfeld aus einer rheiderländischen Honoratiorenfamilie, dem Gerüchte die Vergiftung des letzten ostfriesischen Fürsten zuschreiben.
Ostfriesland hatte zu diesem Zeitpunkt nach stark schwankenden Schätzungen zwischen 80.000 und 101.000 Einwohner. Fast zwei Drittel lebten von der Landwirtschaft. Wirtschaftlich befand sich die Region nach der Weihnachtsflut 1717 und dem Bürgerkrieg von 1726/27 in einer Phase der Stagnation. Größte Stadt im Lande war Emden, das mit etwa 7.000 Einwohnern nur noch halb so viele Bewohner wie zu seiner Blütezeit des späten 16. Jahrhunderts aufweisen konnte. 1751 und 1755 besuchte Friedrich II. Ostfriesland. Die preußische Herrschaft brachte für Ostfriesland zunächst einen erheblichen wirtschaftlichen Aufschwung und die verstärkte Öffnung nach außen. So profitierte die Stadt Emden etwa von der Einrichtung eines Freihafens im Jahr 1751. Der Emder Hafen ist damit einer der ältesten Freihäfen Europas. Der Beginn des Siebenjährigen Krieges setzte dieser Entwicklung zunächst ein Ende.
Preußen war zu dieser Zeit ein Staat mit zersplittertem Gebiet. Der preußische Besitz im Westen des Reiches führte aufgrund der Entfernung zum Kernland ein Eigenleben und war militärisch nicht zu halten. Preußen verzichtete denn auch zu Beginn des Siebenjährigen Krieges aus taktischen Gründen darauf, diese Gebiete zu verteidigen.

## Franzosen und Österreicher 1757–1758
Am 29. August 1756 eröffnete die preußische Armee durch den Einmarsch in Sachsen den Krieg. Deswegen waren Truppen aus den Randgebieten Preußens abgezogen worden. So war in Ostfriesland nur eine kleine Einheit von 180 Mann unter Oberst Ernst Georg von Kalckreuth (1690–1763) in Emden stationiert. Die Festung Wesel am Rhein war sogar faktisch geräumt worden. Der Angriff der französischen Truppen unter Marschall Tellier begann im Frühjahr 1757. Hauptziel war das vom britischen Monarchen Georg III. in Personalunion regierte Kurhannover. Durch die Eroberung Hannovers sollte Großbritannien unter Druck gesetzt werden. So wurde Wesel besetzt und der Marschall schlug am 25. Mai sein Hauptquartier in Münster auf.
Im Mai erreichte die französischen Truppen unter Marquis Dauvet Leer. Er beorderte die Landstände nach Oldersum, wo sie eine Vermögensaufstellung übergeben mussten, um die Kontributionen festzulegen. Auf Drängen des Rates von Emden verzichtete Kalckreuth auf eine Verteidigung der Stadt.
Im Oktober 1757 rückten 1200 Mann österreichische Truppen unter dem Grafen von Pisa, der kurz darauf zum Gouverneur von Ostfriesland ernannt wurde, ein, um die Franzosen zu unterstützen. Als Hauptquartier der kaiserlichen Truppen wurde Emden gewählt, das Quartier der Franzosen nach Aurich verlegt. Marquis Dauvet wurde durch Oberst Courbisson ersetzt.
Die Bevölkerung musste 345.000 Taler Kontribution entrichten; aber viele Kaufleute hatten ihr Geld auf die holländische Seite Frieslands in Sicherheit gebracht.
Im November 1757 kam es zur Schlacht von Roßbach, in der die von der Reichsarmee unterstützten Franzosen eine Niederlage gegen Preußen erlitten. Am 17. Februar setzte sich das alliierte Heer des Herzogs von Braunschweig aus seinen Winterquartieren in Lüneburg in Bewegung. Um nicht abgeschnitten zu werden, musste General Saint-Germain am 25. Februar das im August des Vorjahres besetzte Bremen räumen. Der österreichische Graf von Pisa ordnete aufgrund des feindlichen Vorstoßes am 27. Februar die Verstärkung der Befestigung der Stadt Emden an. Der neue französische Oberbefehlshaber Clermont räumte kurz darauf das Kurfürstentum Hannover. Am 3. März überschritt General Saint-Germain bei Hameln die Weser und räumte Minden, das am 14. März von den Alliierten besetzt wurde. Schon am 2. März hatten die Franzosen unter Courbisson Aurich verlassen und waren (mit der erbeuteten Kasse) nach Emden gezogen. Am 18. März 1758 räumten die Franzosen auch Emden, nachdem sie Kontributionen im Wert von über 320.000 Taler eingetrieben hatte. Bei ihrem eiligen Abzug mussten sie aber viel Material in den Magazinen zurücklassen: Zwei britische Kriegsschiffe hatten verhindert, dass es über die Ems verschifft werden konnte, während die schlechten Straßen den Abtransport mit der Kutsche unmöglich machten.

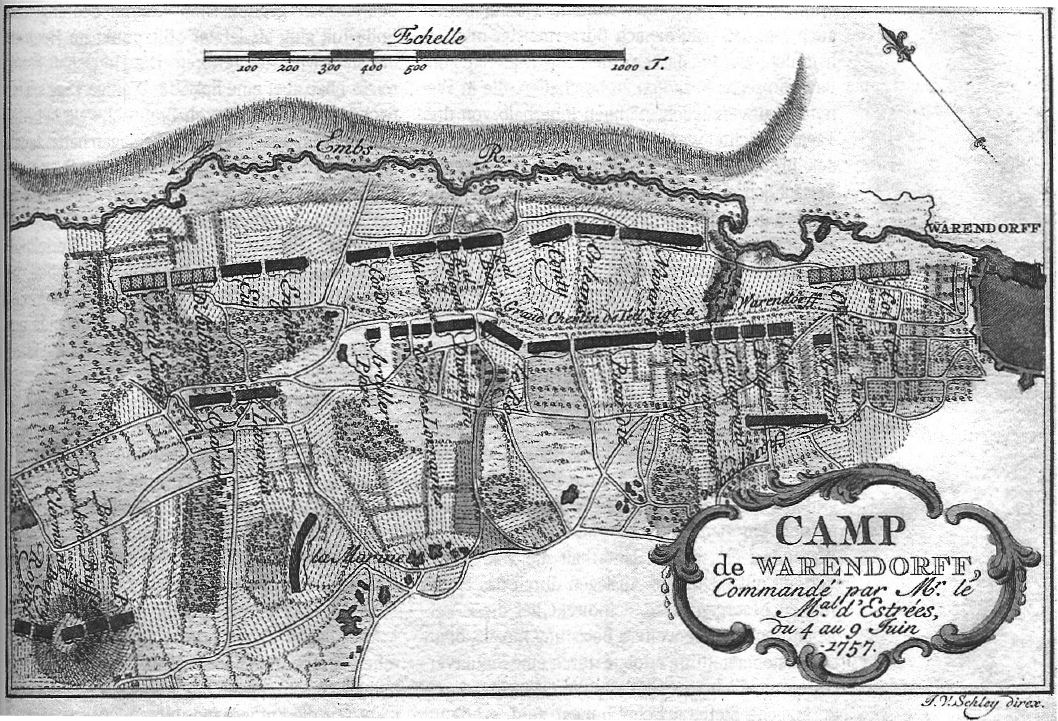
Karte des französischen Feldlagers bei Warendorf 1757

Am 23. März befand sich das Hauptquartier der Alliierten bereits in Detmold. Am 25. März räumte die Franzosen Münster und am 26. März ging die alliierte Arme bei Warendorf über die Ems.
Die Kontributionen sollten insgesamt etwa 734.800 Taler betragen haben; um aber die Kontributionen der Besatzung zahlen zu können, musste in Holland ein Darlehen von 400.000 Talern aufgenommen werden.
Der Chronist Wiarda berichtet, dass die Franzosen und Österreicher sehr diszipliniert waren. So sei den Briten, als sie das letzte Schiff der fliehenden Franzosen verfolgten, ein Teil des Gepäcks in die Hände gefallen, darunter die Börsen des Oberstleutnants von Schulheim und des Hauptmanns Oda. Als der britische Kommandant Charles Holmes von dem vorbildlichen Verhalten der Truppen hörte, ließ er den Offizieren ihre Börsen und ihr Gepäck an einem sicheren Ort wieder zukommen.

## Briten 1758–1761

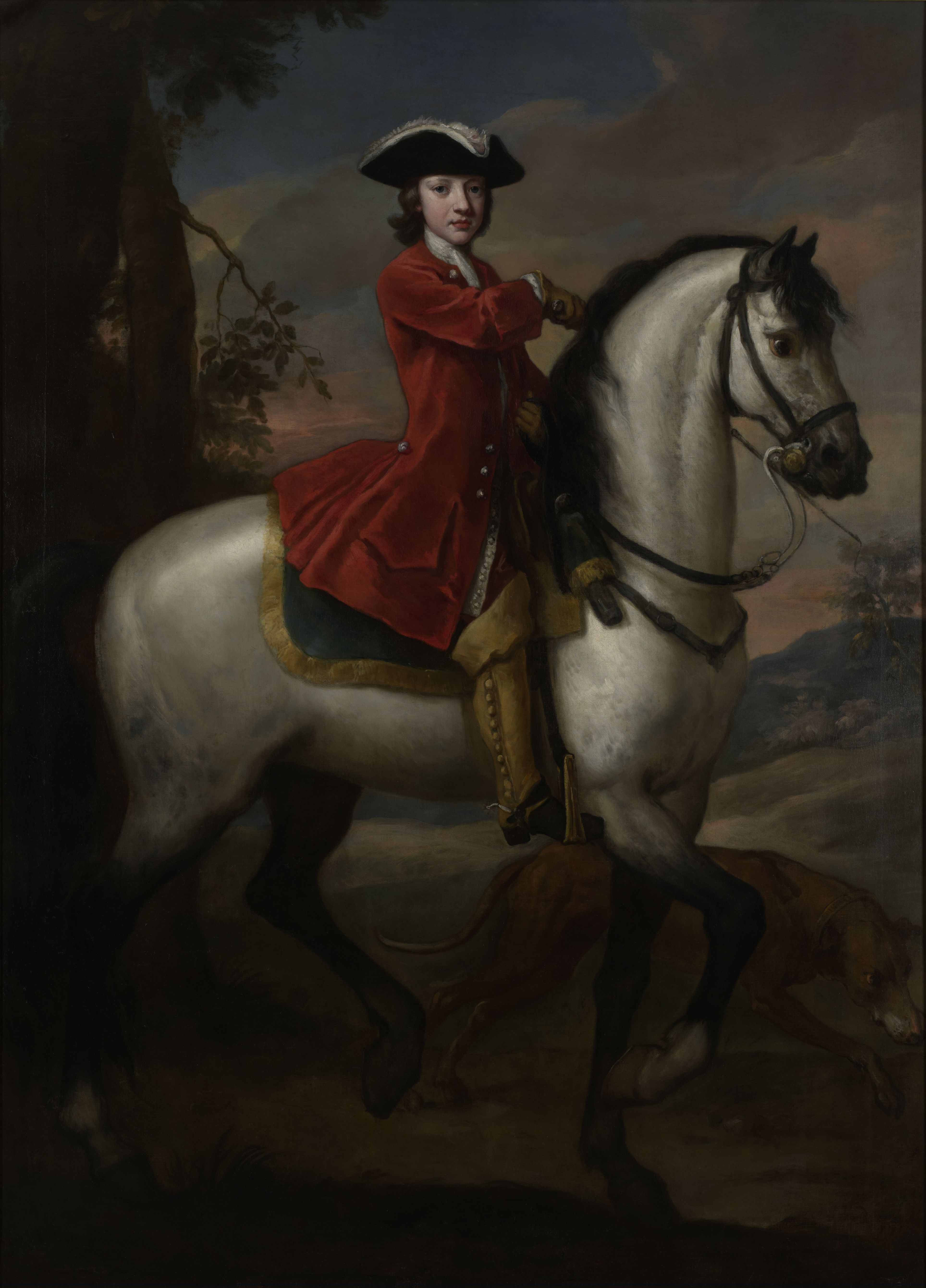
Charles Spencer (1706–1758), 3. Herzog von Marlborough

Am 11. April unterschrieben Preußen und Großbritannien einen Beistandsvertrag. Bereits am 21. April kamen etwa 900 Soldaten unter dem Kommando von Oberst Brüdenel nach Ostfriesland. Nach dem Sieg bei Krefeld bewilligte das britische Parlament neue Gelder. So konnte am 29. Juli eine Flotte von 169 Schiffen und 10.000 Mann Landtruppen landen. Unter der Führung von Marlborough landeten Waldgrave (gemeint ist wohl John Waldegrave (1718–1784)) und Sackville in Emden. Die Truppen blieben jedoch nicht in der Region, sondern marschierten nach Coesfeld, um sich am 20. August mit den Truppen des Herzogs von Braunschweig zu vereinigen. Zur selben Zeit wurden Kaperschiffe ausgerüstet.
Der preußische General von Jeney versuchte ab Januar 1761, das Freibataillon Voluntaires d’Ostfriese aufzustellen. Die Anwerbung lief jedoch nur schleppend; bis Mai waren 375 Rekruten geworben. Die Briten reduzierten die Besatzung von Emden schrittweise weiter, bis nur noch zwei Kompanien Invalide zurückblieben. Bis zum 24. September waren schließlich kaum noch Truppen in Ostfriesland. Die Kosten der Stadtkasse für die britischen Soldaten im Zeitraum vom 1. August 1758 bis zum 24. September 1761 wurden mit 16.636 Talern angegeben.

## Franzosen 1761–1762
1761 zog die Armee des Prinzen von Soubise durch das nördliche Westfalen. Dieser schickte den Marquis de Conflans nach Ostfriesland, um Kontributionen einzutreiben. Von Lingen (Ems) kommend, erreichte der Marquis am 22. September Leer. Am Tag darauf zog von dort aus der französische Oberst Martin mit fünfzig Husaren nach Aurich, um 200.000 Taler Kontribution einzutreiben. Er plante, das Geld gleich mitzunehmen, doch nach kurzer Plünderung der Stadt wurde klar, dass es mehr Zeit benötigen würde, das Geld aufzutreiben. Am nächsten Tag, dem 24. September, besetzte General Conflans Emden und nahm die dort gebliebenen britischen Soldaten gefangen. Er forderte 30.000 Taler Kontribution, jedoch befanden sich in der Stadtkassen nur 10.000 Taler und auch durch Sammlung bei Einwohnern kamen nur weitere 12.000 Taler zusammen. Daraufhin plünderten die Husaren die Einwohner und die gefangenen Briten. Conflans schickte seine Offiziere nun in die umliegenden Städte, um dort ebenfalls Kontributionen einzutreiben, während er selbst nach Aurich zog, um die 200.000 Taler einzutreiben. Der preußische Regierungspräsident von Derschau konnte ihn aber von der Unmöglichkeit seines Vorhabens überzeugen.
Am 25. September ritt Oberst Kühlwein (auch: Thulewein) zwecks Eintreibung der Kontributionen mit 83 Husaren nach Norden. Als er am Nachmittag dort eintraf, forderte er zuerst 30.000 Dukaten, nach Verhandlungen 10.000. Die Einwohner konnten allerdings nur etwa 6000 Taler in (minderwertigem) Kriegsgeld auftreiben. Um der Forderung Nachdruck zu verleihen, begannen die französischen Husaren damit, den Amtsvorsteher auf dem Markt mit Stockschlägen zu traktieren, bis sie von aufgebrachten Bürgern vertrieben wurden. Oberst Kühlwein nahm sich das Geld im Rathaus, und die französische Truppe schoss sich den Weg frei. Auf dem Rückweg ließ man noch einige Einwohner von Osteel und Marienhafe zur Abschreckung hängen.
Am selben Tag erreichte Oberst Martin Wittmund; auch hier schickte man Husaren ins umliegende Land, um die Bevölkerung auszupressen, wie den Oberst Campfort aus dem Rheiderland, der nach Stickhausen geschickt wurde. In Stickhausen kam es zur ersten Gegenwehr. Bei Holtland wurden fünf Husaren, die Mädchen belästigt hatten, von wütenden Bauern erschlagen; der Rest der Truppe floh daraufhin nach Hesel. Bei Schirum, wo der Heerweg bei der Schirumer Brücke versperrt wurde, sammelten sich einige Bauern unter der Führung von Hajo Cordes. Der Marquis de Conflans versuchte mit Gewalt gegen diese vorzugehen; ein erster Angriff scheiterte jedoch und brachte die Bauern nur noch mehr gegen die fremden Truppen im Land auf.
Am 26. September wurden die britischen Soldaten auf dem Seeweg zur britischen Garnison nach Bremen überstellt. Der Amtmann Stürenburg versuchte währenddessen vergeblich, einerseits die Bauern zu beruhigen, andererseits deren Anführer zu verhaften. Noch während der erfolglosen Verhandlungen ritt der General von Aurich nach Emden zurück; ein Oberst Geyler blieb als Kommandant zurück. Als am Abend die versprochene Verstärkung ausblieb, sammelten sich die Husaren auf dem Marktplatz und begannen mit aus dem Auricher Schloss geplünderten Bleigegenständen Kugeln zu gießen.
Am nächsten Tag (27. September) zog die Auricher Besatzung am Treckfahrtstief entlang nach Emden; die Bauern bei Schirum wurden nicht angegriffen. Auf dem Weg verübten die Franzosen zahlreiche Gräueltaten: Das vor den Toren der Stadt gelegene Dorf Haxtum wurde bis auf zwei Häuser niedergebrannt. Zwei Wanderer, eine alte Frau in ihrem Garten in Rahe, ein alter Mann in Bangstede und weitere Personen sollen ermordet worden sein. In Barstede wurde der Priester gefangen genommen und zur Herausgabe der Kirchengeräte gezwungen; Ochtelbur und Riepe wurden geplündert. In Wolthusen vereinigte sie die Auricher Besatzung mit der Emder Garnison und zog über Oldersum nach Leer.
Nachdem die Bauern in Aurich eingetroffen waren, kamen weitere aus Norden hinzu. Man beschloss, sich gleich auf den Weg nach Leer zu machen, um den Husaren ihre Beute wieder abzunehmen. Auf dem Weg nach Hesel trafen sie einen Schustergesellen. Nach kurzer Diskussion wurde er als Spion erschossen. Über Hesel marschierten die Bauern in Richtung Loga.
In Emden wurde eine Bürgerwehr mit der Aufrechterhaltung der Ordnung beauftragt, was jedoch keinen Erfolg hatte, da Bauern aus dem Greetmer Amt am nächsten Tag (28. September) das Zeughaus der von den Franzosen geräumten Stadt stürmten und sich bewaffneten.
Demütigend für den Marquis war dann ein Ereignis während des Besuchs der Generäle Fronsac und Coigny: Als diese, aus Osnabrück kommend, mit ihrer Eskorte von siebzig Husaren vor den Toren der Stadt standen, wurden sie von den aufgebrachten Bauern und Bürgern nicht hereingelassen. Beim Versuch, sich mit Gewalt Einlass zu verschaffen, wurden mehrere Husaren verletzt, darunter auch Cache, der Adjutant des Marquis von Fronsac, der an seinen Wunden starb.
Aus Aurich kommend, hatte sich inzwischen ein aus 500 bis 600 Bauern bestehender Haufen bei Loga gesammelt. Gegen 16 Uhr rückten 500 französische Soldaten an, um die Bauern zu vertreiben; es kam zu einem kurzen Gefecht, bei dem etwa vierzig Bauern und dreißig Soldaten starben und die Aufständischen erfolgreich vertrieben werden konnten. Danach begannen die Plünderungen des Gutes Loga und Logabirums. Bewohner wurden gefoltert, getötet und ausgeplündert; insgesamt starben rund 15 Einwohner. Die Soldaten kehrten am Abend nach Leer zurück.
Die vertriebenen Bauern hatten sich am 29. September bei Bagband wieder gesammelt und wurden aus Greetsiel und Norden weiter verstärkt. Der Magistrat versuchte, die Situation zu beruhigen, unter anderem dadurch, dass es vermieden wurde, die Bauern mit Waffen auszurüsten und stattdessen Proviant geliefert wurde.
Am Tag darauf verließen die Husaren mit ihrer Beute schließlich Ostfriesland; der Marquis rief stattdessen nun den österreichischen Freiherrn Wurmser mit 2000 Mann zur Verstärkung. Am 1. Oktober erreicht dieser Leer; die Bauern flüchteten bei seinem Eintreffen in alle Richtungen. Selbst der Freiherr war von den Grausamkeiten der Husaren erschreckt, konnte aber an den Kontributionforderungen nichts mehr ändern. Nach Verhandlungen, auch über Entschädigungen, zogen seine Truppen am 7. Oktober wieder ab.
Nach Berechnung der Landschaft wurde ein Schaden von über 1.000.000 Taler verursacht.
Im Juli 1762 waren erneut Franzosen in Weener, nun 1500 Mann unter Biomesnil, was zu Panik und Flucht bei der Bevölkerung führte. Biomesnil war allerdings bereits im Jahr zuvor unter Wurmser in Ostfriesland gewesen und somit mit der Situation vor Ort vertraut; so war ihm wohl auch klar, dass die ihm aufgegebene Kontribution von 500.000 Talern eine Illusion war. Nach Verhandlungen mit den Räten Derschau und Colomb begnügte er sich mit 5000 Talern und zog wieder ab.

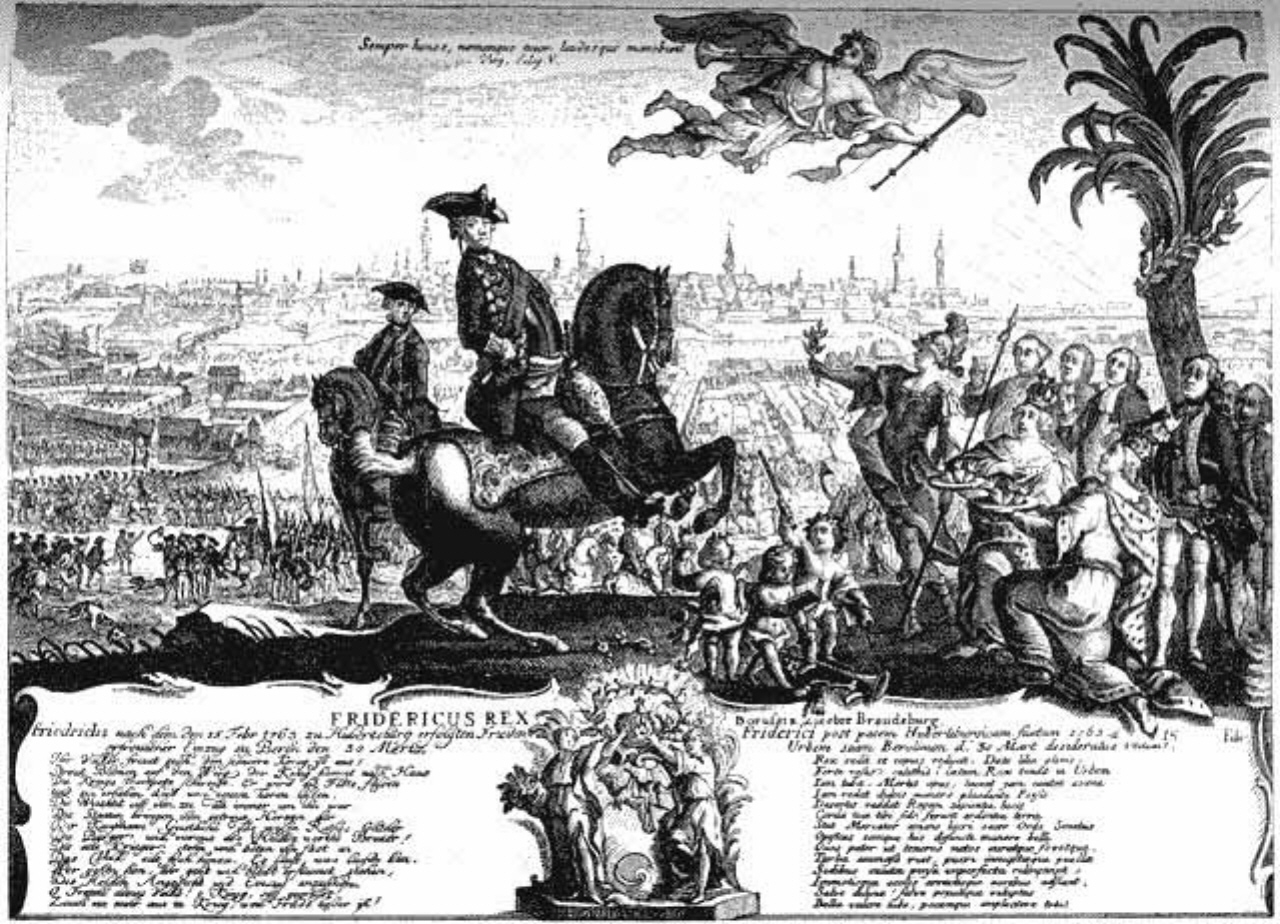
Friedrich II. zieht nach dem Hubertusburger Frieden gefeiert in Berlin ein, 1763

Mit dem Frieden von Hubertusburg 1763 endete der Siebenjährige Krieg.
Die Conflansertied hat auch neue Wortschöpfungen hinterlassen, so den Kumflander für ehrenrühriges Verhalten oder Campfort als Name für den Hofhund vor allem im Rheiderland.
Die Verhalten der Husaren erregte in ganz Europa Aufsehen. Der Oberst Campfort wurde sogar zum König nach Paris zitiert.

## Kontributionen
Insgesamt erpressten die Conflanser Husaren vom Amt Leer 150.000 Taler; das Amt Aurich sollte 200.000 Taler zahlen und die Stadt Emden nach Kapitulation der britischen Garnison 22.000 Dukaten. Besonders heftig traf es die kleine Stadt Weener: Fünfzig Bürger wurden in den Keller des Kirchturms gesperrt, um Geld zu erpressen. Zudem streiften die Husaren durch die Umgebung und raubten, was erreichbar war. Es musste viel Geld geliehen werden, das Gemeinde und Bürger noch Jahre später abzahlten.